# Светі Филип-і-Яков
Светі Филип-і-Яков (хорв. Sveti Filip i Jakov) — населений пункт і громада в Задарській жупанії Хорватії.

## Населення
Населення громади за даними перепису 2011 року становило 4 606 осіб, 1 з яких назвала рідною українську мову. Населення самого поселення становило 1 667 осіб.
Динаміка чисельності населення громади:
Динаміка чисельності населення центру громади:

## Населені пункти
Крім поселення Светі Филип-і-Яков, до громади також входять: 
- Донє Раштане
- Горнє Раштане
- Сиково
- Светий Петар-на-Мору
- Турань

## Клімат
Середня річна температура становить 14,71 °C, середня максимальна – 27,79 °C, а середня мінімальна – 2,09 °C. Середня річна кількість опадів – 813 мм.
| Клімат поселення                              | Клімат поселення | Клімат поселення | Клімат поселення | Клімат поселення | Клімат поселення | Клімат поселення | Клімат поселення | Клімат поселення | Клімат поселення | Клімат поселення | Клімат поселення | Клімат поселення | Клімат поселення |
| Показник                                      | Січ.             | Лют.             | Бер.             | Квіт.            | Трав.            | Черв.            | Лип.             | Серп.            | Вер.             | Жовт.            | Лист.            | Груд.            |                  |
| Середній максимум, °C                         | 11,28            | 11,80            | 13,90            | 17,15            | 21,82            | 25,58            | 27,79            | 27,40            | 23,25            | 19,55            | 14,46            | 11,37            |                  |
| Середня температура, °C                       | 6,68             | 7,22             | 9,32             | 12,56            | 17,22            | 20,97            | 24,23            | 23,84            | 19,70            | 16,00            | 10,89            | 7,82             |                  |
| Середній мінімум, °C                          | 2,09             | 2,62             | 4,73             | 7,97             | 12,64            | 16,39            | 20,69            | 20,30            | 16,14            | 12,45            | 7,36             | 4,26             |                  |
| Норма опадів, мм                              | 70               | 60               | 64               | 68               | 59               | 52               | 29               | 46               | 88               | 95               | 96               | 86               |                  |
| Середньомісячна швидкість вітру, м/с          | 2.87             | 3.00             | 3.16             | 3.02             | 2.62             | 2.42             | 2.44             | 2.32             | 2.53             | 2.66             | 3.24             | 3.12             |                  |
| Середньомісячна сонячна радіація, кДж/м²·день | 5116             | 7857             | 11575            | 16454            | 20694            | 23021            | 24598            | 21461            | 15812            | 10075            | 5581             | 4370             |                  |
| --------------------------------------------- | ---------------- | ---------------- | ---------------- | ---------------- | ---------------- | ---------------- | ---------------- | ---------------- | ---------------- | ---------------- | ---------------- | ---------------- | ---------------- |
| Джерело:                                      |                  |                  |                  |                  |                  |                  |                  |                  |                  |                  |                  |                  |                  |